# Campaea triangularis
Campaea triangularis là một loài bướm đêm trong họ Geometridae.